# Jean-François de Pina de Saint-Didier
Jean-François Calixte de Pina de Saint-Didier est un homme politique français né le 3 août 1779 à Grenoble et mort le 30 juillet 1842 à Grenoble.

## Biographie
Fils d'un officier de cavalerie, il a été camarade de Stendhal à l'École centrale de Grenoble. Ce dernier écrira plus tard à son propos dans le livre Vie de Henry Brulard « M. de Pina, maire de Grenoble de 1825 à 1830, ultra à tout faire et oubliant la probité en faveur de ses neuf ou dix enfants, il a réuni 60 ou 70 000 francs de rente. Fanatique sombre et, je pense, coquin à tout faire, vrai jésuite ».
Maire de Grenoble à deux reprises de 1816 à 1824, puis de 1824 à 1830 et président du conseil général de l'Isère, il est élu député de l'Isère le 24 novembre 1827 jusqu'en 1830, date de sa démission suite aux Trois Glorieuses. C'est durant son second mandat de maire que démarrent les travaux du fort de la Bastille.
Versé en numismatique, il publie plusieurs ouvrages :
- Leçons élémentaires de numismatique romaine, 1823
- Les monnaies des évêques de Valence et des comtes de Valentinois, 1837
- Leçons élémentaires de numismatique moderne puisées dans l'examen d'une collection particulière

Il est inhumé au cimetière Saint-Roch.

## Iconographie
- Anonyme, Portrait du comte de Pina, marquis de Saint-Didier, huile sur toile. Coll. musée de Grenoble (inv. MG 1554).

## Sources
« Jean-François, Calixte de Pina de Saint-Didier », dans Adolphe Robert et Gaston Cougny, Dictionnaire des parlementaires français, Edgar Bourloton, 1889-1891 [détail de l’édition] [texte sur Sycomore]